# Huggsköldpaddor
Huggsköldpaddor eller snappsköldpaddor (Chelydridae) är en familj i ordningen sköldpaddor. Arter av familjen förekommer i Nordamerika, Centralamerika och norra Sydamerika.

## Habitat
Dessa djur lever i våtmarker (träsk, träskmark, kärr) med varmt klimat.

## Kännetecken
Arterna av snappsköldpaddor är mycket aggressiva med vassa klor och kraftfulla käkar som är starka nog att krossa tjocka grenar, bita av fingrar och tår hos människor.
Snappsköldpadda har en sköldlängd av cirka 47 cm och hos alligatorsköldpaddan är skölden ungefär 80 cm lång.

## Ekologi
Arterna är starkt bundna till vattnet och de vistas bara på land för att lägga ägg (båda arter) eller för att vandra till andra vattenansamlingar (främst snappsköldpadda). De är allätare och har bland annat fiskar, blötdjur samt andra ryggradslösa djur och olika växtdelar som föda. Alligatorsköldpadda har ett organ vid munnen som liknar en mask i utseende för att locka till sig fiskar och andra byten. Honan lägger under våren eller sommaren flera ägg. Antalet ägg är beroende på honans ålder och storlek. Hos alligatorsköldpadda läggs 20 till 50 ägg per tillfälle.

## Systematik
Familjen består av två släkten med följande arter.
- Chelydra
  - Snappsköldpadda eller vanlig snappsköldpadda (Chelydra serpentina) med underarterna
    - C. s. serpentina
    - C. s. acutirostris
    - C. s. osceola
    - C. s. rossignoni
- Macrochelys
  - Alligatorsköldpadda (Macrochelys temminckii)